# (6062) Vespa
(6062) Vespa (1983 JQ) – planetoida z pasa głównego asteroid okrążająca Słońce w ciągu 5,76 lat w średniej odległości 3,21 j.a. Odkryta 6 maja 1983 roku.